# صديق (تصوف)
الصِّدِّيقُ، من الصِّدِّيقِيَّةِ، هو المسلم كثير الصدق في اتباع الرسول محمد ﷺ في كل دين الإسلام حتى لا يخالطه فيه شك.

## الصديق في القرآن
ذكر القرآن كلمة الصِّدِّيقِ ضمن العديد من الآيات في قول الله :
- سورة النساء: ﴿وَمَنْ يُطِعِ اللَّهَ وَالرَّسُولَ فَأُولَئِكَ مَعَ الَّذِينَ أَنْعَمَ اللَّهُ عَلَيْهِمْ مِنَ النَّبِيِّينَ وَالصِّدِّيقِينَ وَالشُّهَدَاءِ وَالصَّالِحِينَ وَحَسُنَ أُولَئِكَ رَفِيقًا ۝٦٩﴾ [النساء:69].(1)
- سورة المائدة: ﴿مَا الْمَسِيحُ ابْنُ مَرْيَمَ إِلَّا رَسُولٌ قَدْ خَلَتْ مِنْ قَبْلِهِ الرُّسُلُ وَأُمُّهُ صِدِّيقَةٌ كَانَا يَأْكُلَانِ الطَّعَامَ انْظُرْ كَيْفَ نُبَيِّنُ لَهُمُ الْآيَاتِ ثُمَّ انْظُرْ أَنَّى يُؤْفَكُونَ ۝٧٥﴾ [المائدة:75].(2)
- سورة يوسف: ﴿يُوسُفُ أَيُّهَا الصِّدِّيقُ أَفْتِنَا فِي سَبْعِ بَقَرَاتٍ سِمَانٍ يَأْكُلُهُنَّ سَبْعٌ عِجَافٌ وَسَبْعِ سُنْبُلَاتٍ خُضْرٍ وَأُخَرَ يَابِسَاتٍ لَعَلِّي أَرْجِعُ إِلَى النَّاسِ لَعَلَّهُمْ يَعْلَمُونَ ۝٤٦﴾ [يوسف:46].(3)
- سورة مريم: ﴿وَاذْكُرْ فِي الْكِتَابِ إِبْرَاهِيمَ إِنَّهُ كَانَ صِدِّيقًا نَبِيًّا ۝٤١﴾.(4)
- سورة مريم: ﴿وَاذْكُرْ فِي الْكِتَابِ إِدْرِيسَ إِنَّهُ كَانَ صِدِّيقًا نَبِيًّا ۝٥٦﴾ [مريم:56].(5)
- سورة الحديد: ﴿وَالَّذِينَ آمَنُوا بِاللَّهِ وَرُسُلِهِ أُولَئِكَ هُمُ الصِّدِّيقُونَ وَالشُّهَدَاءُ عِنْدَ رَبِّهِمْ لَهُمْ أَجْرُهُمْ وَنُورُهُمْ وَالَّذِينَ كَفَرُوا وَكَذَّبُوا بِآيَاتِنَا أُولَئِكَ أَصْحَابُ الْجَحِيمِ ۝١٩﴾ [الحديد:19].(6)

## تعريف الصديق
الصِّدِّيقُ هو المسلم الذي تم تجريبه في مسائل متعددة وثبت صدقه في كل أقواله وأفعاله، بالإضافة إلى صدق نيته، فالصدق ملازم له في كل أحواله، فهو يقول القضية الكلامية ويكون لها تصديق من الواقع، ولم يتم تجريب كلام عليه ثم تأتي أفعاله مخالفة له، فهو صِدِّيقٌ في أعماله القولية باللسان والفعلية بالجوارح.
وَصِفَةُ الصِّدِّيقِيَّةِ مناقضة لصفة الأشخاص الذين تخالف أفعالُهم أقوالَهم فيستحقون بذلك مَقْتَ الله ، كما ورد في سورة الصف:
- سورة الصف: ﴿كَبُرَ مَقْتًا عِنْدَ اللَّهِ أَنْ تَقُولُوا مَا لَا تَفْعَلُونَ ۝٣﴾ [الصف:3].(7)

فالصديقية تعني الصدق في العبادة والزمالة والحياة بصفة عامة، كما جاء في الحديث النبوي:
روي عن عبد الله بن مسعود  في حديث متفق عليه: 
| صديق (تصوف) | عَلَيْكُمْ بِالصِّدْقِ، فَإِنَّ الصِّدْقَ يَهْدِي إِلَى الْبِرِّ، وإِنَّ الْبِرَّ يَهْدِي إِلَى الْجَنَّةِ، ومَا يَزَالُ الرَّجُلُ يَصْدُقُ ويَتَحَرَّى الصِّدْقَ حَتَّى يُكْتَبَ عِنْدَ اللَّهِ صِدِّيقًا، وإِيَّاكُمْ والْكَذِبَ، فَإِنَّ الْكَذِبَ يَهْدِي إِلَى الْفُجُورِ، وإِنَّ الْفُجُورَ يَهْدِي إِلَى النَّارِ، ومَا يَزَالُ الرَّجُلُ يَكْذِبُ ويَتَحَرَّى الْكَذِبَ حَتَّى يُكْتَبَ عِنْدَ اللَّهِ كَذَّابًا، حديث صحيح | صديق (تصوف) |

والصدق يجب أن يكون مع الله  ومع النفس، وهو مرتبة كبيرة جدا عند الله  توجب على كل إنسان أن يترك الكذب والخبث والغيبة والنميمة، لأن الصدق مفتاح يمسك لسانه عن الآفات الكلامية، وقد بلغ أبو بكر الصديق  هذه المرتبة لأنه صَدَّقَ النبي ﷺ.

## وصلات خارجية
- "الصِّدِّيقُ": الشيخ محمد متولي الشعراوي في أكتوبر 2016م على يوتيوب.
- "ما هى المرحلة الصديقية؟": الشيخ أحمد عبده عوض في ديسمبر 2019م على يوتيوب.
- "الْحَضْرَةُ الصِّدِّيقِيَّةُ": الشيخ يسري جبر في مارس 2018م على يوتيوب.
- "ما هي صفات الصِّدِّيقين؟": الشيخ خالد المصلح في جانفي 2015م على يوتيوب.
- "كيف تنال درجة الصديقين؟": الشيخ صالح المغامسي في مارس 2013م على يوتيوب.

## هوامش
- 1 سورة النساء، الآية: 69.
- 2 سورة المائدة، الآية: 75.
- 3 سورة يوسف، الآية: 46.
- 4 سورة مريم، الآية: 41.
- 5 سورة مريم، الآية: 56.
- 6 سورة الحديد، الآية: 19.
- 7 سورة الصف، الآية: 3.